# Apanthura drosera
Apanthura drosera är en kräftdjursart som beskrevs av Gary C.B. Poore och Lew Ton 1985. Apanthura drosera ingår i släktet Apanthura och familjen Anthuridae. Inga underarter finns listade i Catalogue of Life.